# Tor Lundsten
Tor Lundsten, född 1978 i Stockholm, är en svensk bodybuilder och personlig tränare. Under sin aktiva tid hade Lundsten stora tävlingsframgångar i Sverige.
Han figurerade ofta i idrottstidningen B&K Sports Magazine (numera Body). Lundsten blev allmänt känd våren 2005 då han medverkade i Paolo Robertos dokumentär "Vägen tillbaka".